# Jacob Schmid
Pour les articles homonymes, voir Schmid.
Jacob Schmid est un coureur cycliste australien, né le 18 janvier 1994 et spécialiste des épreuves de vitesse sur piste.

## Palmarès

### Championnats du monde
- Saint-Quentin-en-Yvelines 2015
  - 13e de la vitesse
  - 13e du keirin
- Londres 2016
  - 17e du keirin[1]
  - 26e de la vitesse individuelle[2]

### Championnats du monde juniors
- Invercargill 2012
  -  Champion du monde de vitesse juniors
  -  Champion du monde du keirin juniors
  -  Médaillé d'argent de la vitesse par équipes juniors

### Coupe du monde
- 2018-2019
  - 2e de la vitesse par équipes à Cambridge

### Jeux du Commonwealth
| Édition / Épreuve | Keirin | Vitesse individuelle | Vitesse par équipes |
| Gold Coast 2018   | 9e     | Bronze               | Bronze              |

### Championnats d'Océanie
| Édition / Épreuve | Keirin | Vitesse individuelle | Vitesse par équipes |
| Adélaïde 2014     | Or     |                      | Argent              |
| Invercargill 2015 |        |                      | Argent              |
| Cambridge 2017    | Argent |                      | Argent              |
| Adélaïde 2018     | Argent | Bronze               | Argent              |

### Championnats d'Australie
- Champion d'Australie de vitesse par équipes juniors : 2011 et 2012
- Champion d'Australie du keirin juniors : 2012

- Champion d'Australie du keirin : 2015
- Champion d'Australie de vitesse par équipes : 2018